# 슬로우 토크 악어
《슬로우 토크 악어》는 문화방송이 연말을 맞아 시범적으로 제작 · 방송한 텔레비전 프로그램이다. 음악이 직업인 사람들이 진행하고, 음악과 관련된 사람들이 손님으로 출연한다.

## 방송 내용
- 2008년 12월 28일 : 안 트리오, 유성용, 불나방 스타 소세지 클럽 편